# Daley Sinkgraven
Daley Sinkgraven, född 4 juli 1995, är en nederländsk fotbollsspelare (mittfältare) som spelar för tyska Bayer Leverkusen. Han har tidigare spelat för SC Heerenveen och Ajax.

## Karriär
Den 17 juni 2019 värvades Sinkgraven av tyska Bayer Leverkusen, där han återförenas med tidigare tränaren Peter Bosz.